# Strzebla potokowa
Strzebla potokowa (Phoxinus phoxinus) – gatunek ryby z rodziny karpiowatych (Cyprinidae). Jeden z najliczniej występujących w Polsce gatunków ryb rzecznych. Na początku XXI w. znajdował się pod całkowitą ochroną. Ma duże znaczenie w zachowaniu równowagi międzygatunkowej potoków i rzek górskich, gdyż jest podstawowym pokarmem dla ryb łososiowatych (w szczególności dla pstrąga potokowego). Od strzebli pochodzi nazwa góry Szczebel (także Strzebel) w Beskidzie Wyspowym.

## Występowanie
Europa z wyjątkiem północnej Skandynawii, północnej Szkocji, południowej części Półwyspu Iberyjskiego, środkowych i południowych Włoch oraz Grecji; a także środkowa i północna Azja. Na obszarze od Noworosyjska w Rosji do Batumi w Gruzji występuje podgatunek Phoxinus phoxinus colochius.
Żyje stadnie w płytkich, chłodnych, o wartkim nurcie wodach ze zwykle kamienistym dnem lub czasami piaszczystym. Spotykana w górskich rzekach i potokach oraz rzadziej górskich jeziorach. Występuje do wysokości 2000 m n.p.m. Bardzo wrażliwa na zanieczyszczenie wody.

## Cechy morfologiczne
Osiąga 6–10 (maksymalnie 13 – dotyczy samic) cm długości. Ciało wrzecionowate z długim ogonem, pokryte drobnymi łuskami. Otwór gębowy w położeniu półdolnym, zaopatrzony w dwa rzędy zębów gardłowych. Oczy duże. Linia boczna widoczna, przerywana w okolicy odbytu.
Grzbiet brązowawozielony, pod nim biegnie rząd ciemnych plam, często zlewających się w podłużną smugę. Czasami tworzą one poprzeczne paski sięgające poniżej linii nabocznej. Płetwy brązowawe.

## Odżywianie
Żywi się wodnymi bezkręgowcami i owadami, rzadziej roślinami.

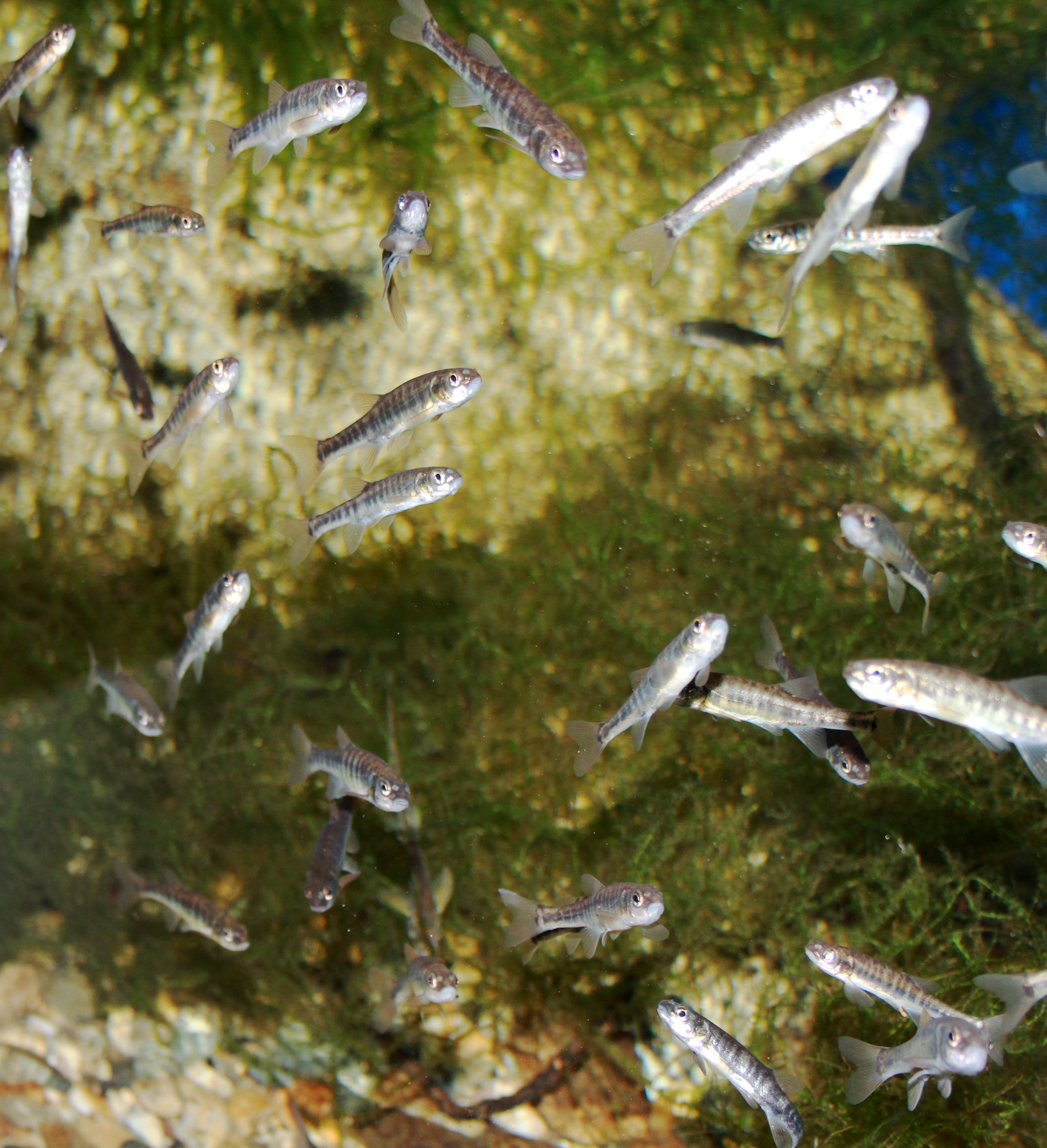
Strzeble potokowe na wystawie "Subaqueous Vltava" w Pradze

## Rozród
Trze się od IV do VI w płytkiej wodzie o piaszczystym podłożu. Populacje jeziorowe zazwyczaj trą się w dopływach. Składa do 1000 ziaren ikry.
W tym okresie u samców występuje intensywne ubarwienie godowe. Grzbiet staje się bardzo ciemny, boki brązowe a brzuch czerwony. Czerwone stają się także brzegi warg oraz nasada płetw parzystych i odbytowej. Zarówno u samców jak i u samic pojawia się wysypka tarłowa.